# Isili
Isili ist eine italienische Gemeinde in der Metropolitanstadt Cagliari und das Wirtschaftszentrum Zentralsardiniens mit 2443 Einwohnern (Stand 31. Dezember 2023).
Die Gemeinde liegt etwa 70 km nördlich von Cagliari und umfasst ein Gebiet von 67,9 km². Nachbargemeinden sind Gergei, Gesturi, Laconi, Nuragus, Nurallao, Nurri, Serri und Villanova Tulo.
Sehenswert ist die Pfarrkirche San Giuseppe Calasanzio mit seiner strahlend weißen Fassade und die aus weißem Kalkstein bestehende Nuraghe Is Paras. Am Nordwestufer des Stausees „Is Barrocus“ liegt das Gigantengrab von Murisiddi. Kletterer und Bergsteiger besuchen zumeist die Felsen der Riu-Sarcidano-Schlucht.
Der Bahnhof Isili ist Endpunkt der regelmäßigen Zugverbindungen nach Cagliari.

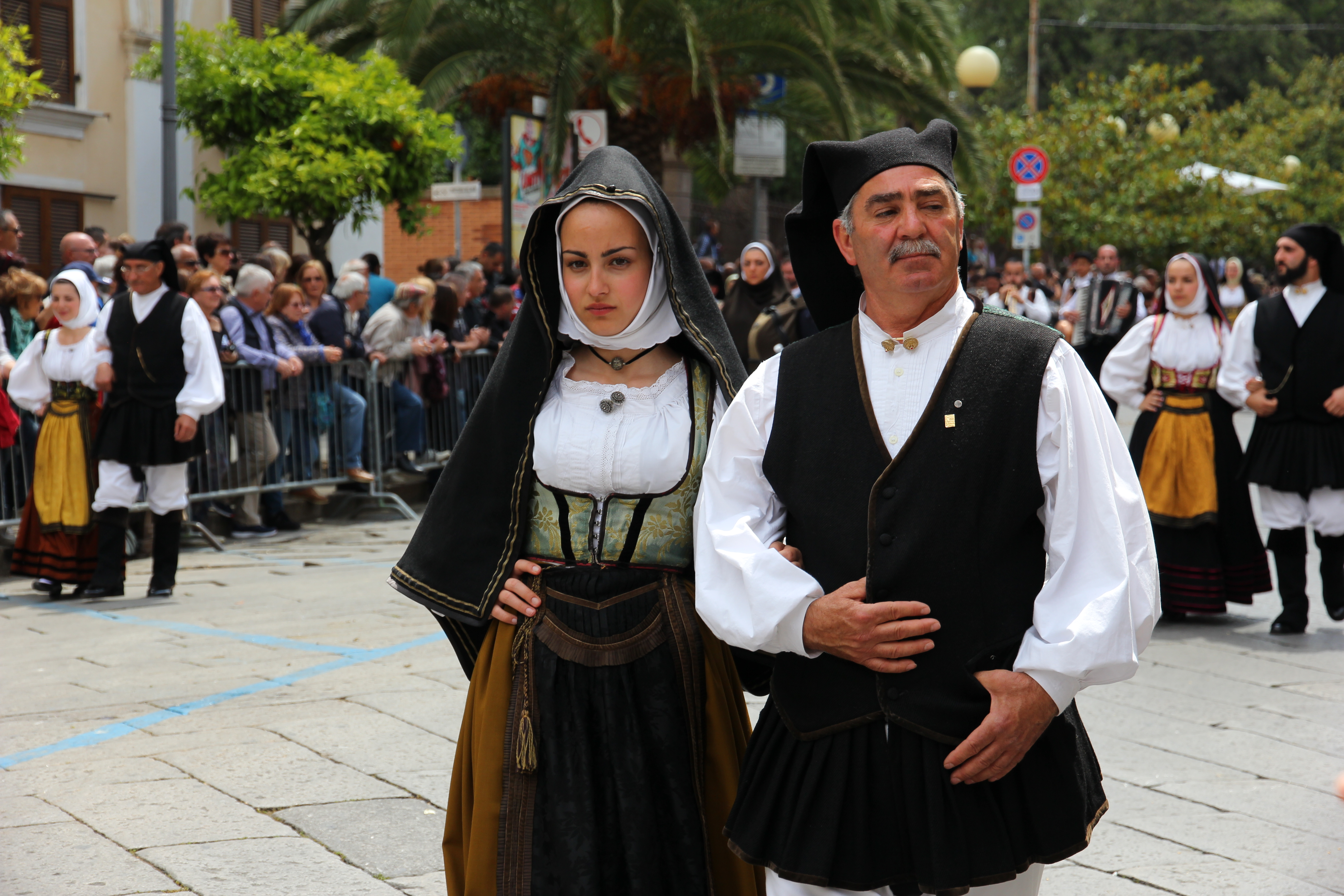
Traditionelle Tracht
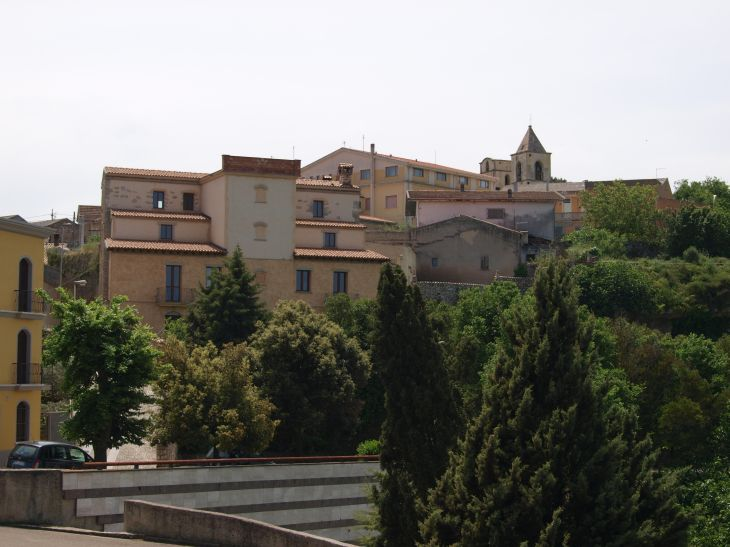
Blick auf Isili
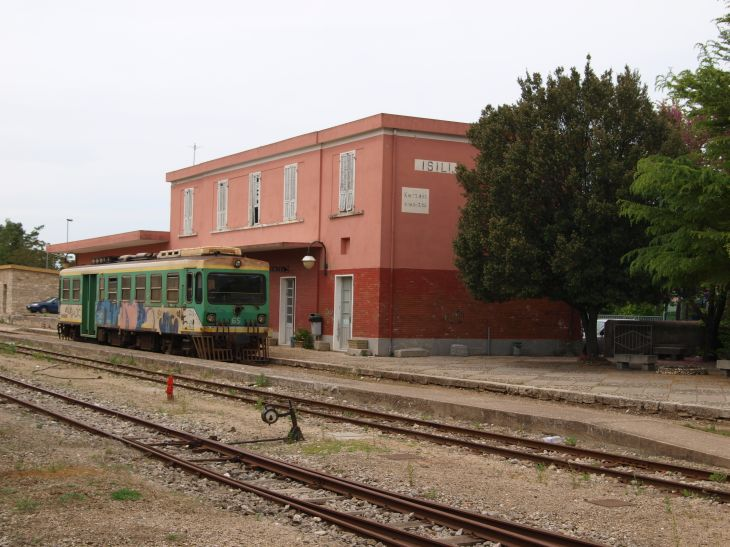
Bahnhof Isili
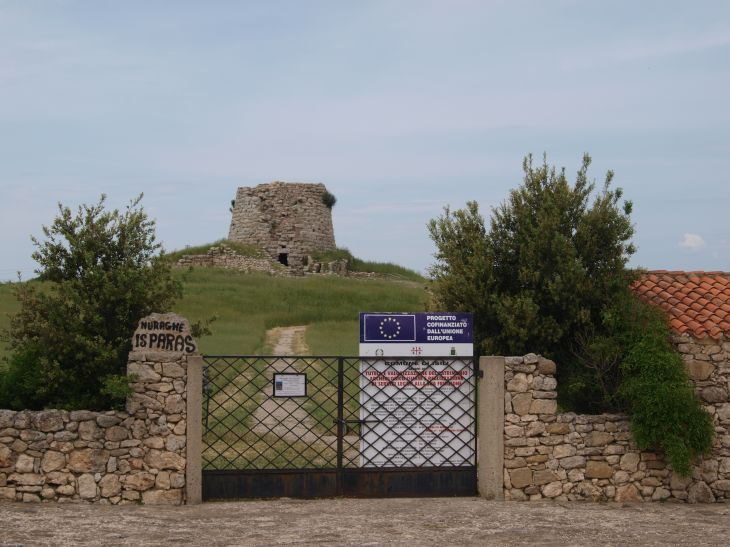
Nuraghe Is Paras
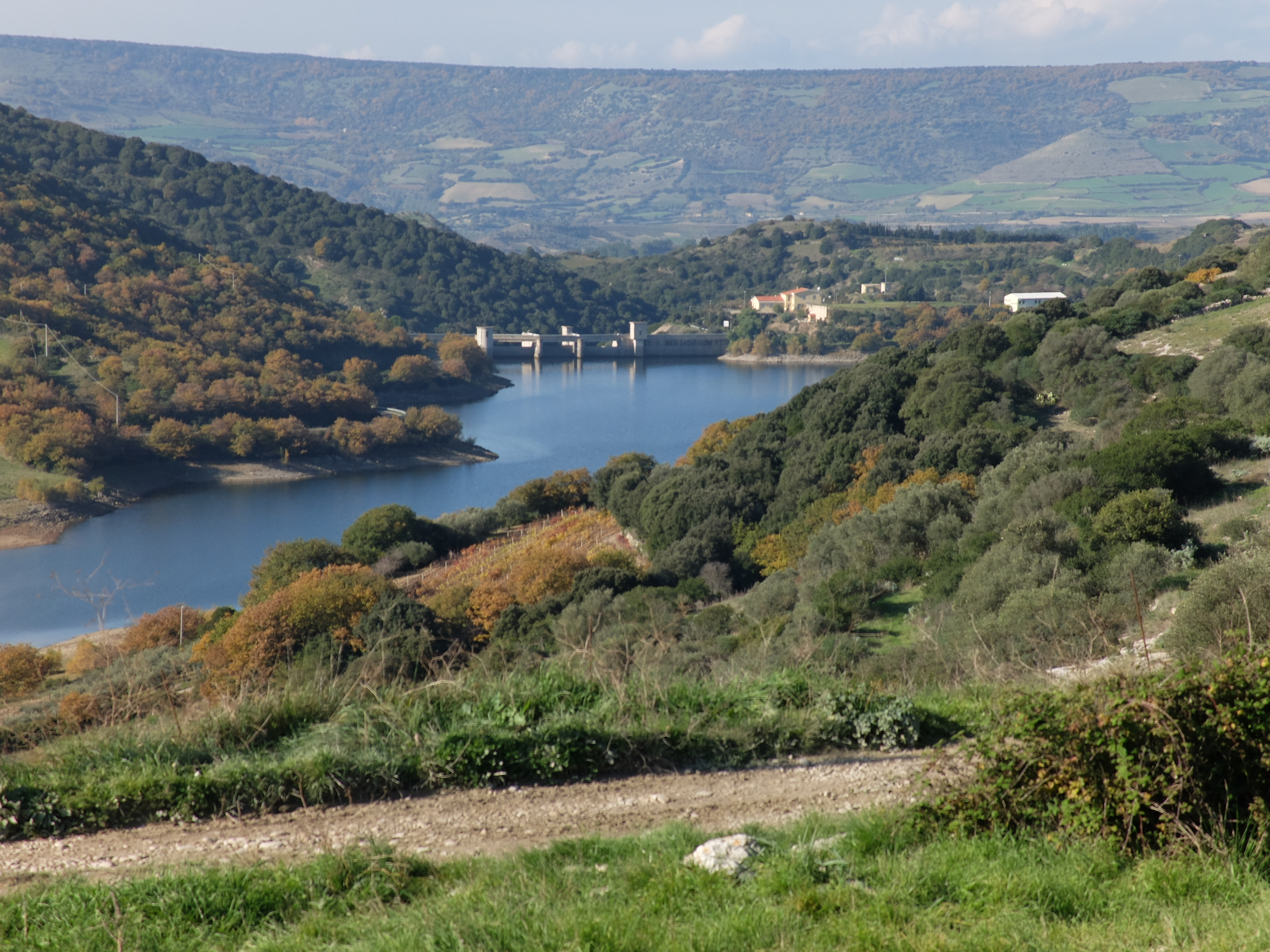
Stausee Is Barrocus